# Cycas papuana
Cycas papuana är en kärlväxtart som beskrevs av Ferdinand von Mueller. Cycas papuana ingår i släktet Cycas, och familjen Cycadaceae. IUCN kategoriserar arten globalt som nära hotad. Inga underarter finns listade i Catalogue of Life.